# Симон I (герцог Лотарингії)
Симон I (фр. Simon Ier, нім. Simon I.; бл. 1076 — 1139) — герцог Лотарингії в 1115—1139 роках.

## Життєпис
Походив з Лотаринзького дому. Син Тьєррі II, герцога Верхньої Лотарингії, та Гедвіги фон Формбах. Народився близько 1076 року. У 1112 або 1113 році оженився з представницею Лувенського дому. У 1115 році після смерті батька успадкував герцогство, яке на тоді вже називалося Лотарингія.
Симон I продовжив політику свого батька щодо підтримки імператора Генріха V у боротьбі з Папським престолом за інвеституру. Внаслідок цього 1120 року вступив у конфлікт з Етьєном де Баром, єпископом Меца. У 1122 році супроводжував Генріха V до Вормсу, де був укладений Вормський конкордат, що припинив боротьбу за інвеституру.
Після смерті імператора 1125 року герцог Лотарингії підтримував свого єдиноутробного брата Лотаря, герцога Саксонії в боротьбі за трон Священної Римської імперії.
Після смерті Карла I, графа Фландрії, в 1127 році втрутився у боротьбу між претендентами за це графство. Симон I підтримував свого брата Тьєррі, який в 1128 році став графом Фландрії.
У 1132 році погиркався з Адальбероном, архієпископом Тріра, який намагався обмежити герцогську владу, та підтримував графів Бар, давніх супротивників Лотаринзького дому. Спочатку Адальберон відлучив Симона I після сварки з каноніками церкви Сен-Дьє-де-Вож, але папа римський Іннокентій II скасував відлучення.
Водночас як друг впливового Бернарда Клервоського, Симон I мав підтримку багатьох монастирів та церковних діячів. Герцог заснував кілька абатств, зокрема Сюрцельбронн в 1135 році. За клопотанням Бернара герцог наказав зруйнувати замок, який він побудував на землях абатства Ремірмон.
Продовжував ворогувати з Трірським архієпископом, захопивши у нього кілька фортець. Також отримав суттєву допомогу від імператора для боротьби з Адальбероном. Смерть імператора Лотаря II наприкінці 1137 року і обрання королем Конрада Гогенштауфена послабило позиції Симона I.
Зрештою архієпископ Адальберон вдруге відлучив Симона I від церкви, а папа римський Інокентій II 17 грудня 1138 року наклав інтердикт на Лотарингію. Втім інтердикт так і не був приведений до виконання через смерть Симона I 13 або 15 січня 1139 року (тоді як офіційне оголошення інтердикту повинно було статися 19 квітня). Йому спадковував син Матьє I.

## Родина
Дружина — Адельгейда, донька Генріха III, графа Лувенського і ландграфа Брабантського.
Діти:
- Агата (д/н — після 1130), дружина Рено III, пфальцграфа Бургундії
- Гедвіга (д/н — після 1128), дружина Фрідріх II, граф Туля
- Матьє (д/н —до 1119)
- Матьє (бл. 1119—1176), герцог Лотарингії
- Бодуен (д/н — після 1146), чернець у фландрському монастирі
- Роберт (д/н — до 1208), сеньйор де Флоранж
- Берта (1116—1162), дружина Германа III Церінгена, маркграфа Бадену
- Жан (д/н—1148)